# Pressac
Pour les articles homonymes, voir Pressac (homonymie).
Pressac est une commune du centre-ouest de la France, située dans le département de la Vienne en région Nouvelle-Aquitaine.
Ses habitants sont appelés les Pressacois.

## Géographie

### Localisation
La commune est située au bord du Clain à la limite entre les départements de la Charente et de la Vienne et aux confins des limites entre langue d'oïl et langue d'oc.
Pressac est situé à 7 km au sud-ouest d'Availles-Limouzine, la plus grande ville à proximité.
| Mauprévoir           | Saint-Martin-l'Ars |                    |
| Pleuville (Charente) | Pressac            | Availles-Limouzine |
| Épenède (Charente)   | Hiesse (Charente)  | Lessac (Charente)  |

### Géologie et relief
La région de Pressac présente un paysage de bocages. Le paysage de bocage dans le département de la Vienne se caractérise par des champs cultivés ou des prés  enclos par des haies avec des alignements plus ou moins continus d'arbres et arbustes. Ces haies si caractéristiques contribuent à une meilleure qualité des eaux, permettent son infiltration et protègent ainsi contre l'érosion des sols. Elles constituent des zones de refuge pour la biodiversité. Elles ont, aussi, un rôle de régulation climatique et de nombreux intérêts agronomiques (brise vent, protection du bétail...).
Le terroir se compose :
- sur les plateaux du Seuil du Poitou de :
  - Bornais pour 8 %. Ce sont des sols brun clair sur limons, profonds et humides, à tendance siliceuse,
  - Argile à silex peu profonde pour 26 %,
  - Terres fortes pour 11 %. Ce sont des sols composés d’argilo-calcaires moyennement profonds alternant avec des sols limoneux, riches en cailloux et blocs de meulières. Ces terres sont à tendance acide et hydromorphe. Ces sols sont communs dans toute cette région du sud du département de la Vienne.
  - Terres de brandes pour 17 %,
  - Sols limoneux sur altérite pour 11 %.
- de vallées et de terrasses alluviales, étroites et encaissées.
- sur les collines et les plateaux des massifs anciens de :
  - Sols sur granite rose pour 12 %,
  - Sols sur leucogranite pour 7 %.

La lande est, ici, de type atlantique: elle est souvent dominée par la Bruyère arborescente et l’Ajonc d’Europe qui constituent un couvert difficilement pénétrable pouvant atteindre 3 m de hauteur. Dans ce cas, la lande prend le nom régional de « brandes ». C’est un espace issu de la dégradation et de l’exploitation intensive de la forêt originelle. La lande couvrait jusqu’à la fin du XIXe siècle plusieurs dizaines de milliers d’hectares (90 000 hectares pour le département de la Vienne vers 1877). Cette terre a été largement mise en culture à la suite de défrichements ou boisées avec du Pin maritime. Il s’agit maintenant d’espaces marginaux et menacés car considérés comme « improductifs ». Pourtant, la lande joue un rôle majeur pour une biodiversité qui s’est adaptée et a survécu en leur sein et il s’agit également d’un espace refuge pour de nombreuses espèces de mammifères.
En 2006, 88 % de la superficie de la commune était occupée par l'agriculture, 11 % par des forêts et des milieux semi-naturels, et 1 % par des zones construites et aménagées par l'homme (voirie). La présence de milieux naturels et semi-naturels riches et diversifiés sur le territoire communal permet d’offrir des conditions favorables à l’accueil de nombreuses espèces pour l'accomplissement de leur cycle vital (reproduction, alimentation, déplacement, refuge). Forêts, landes, prairies et pelouses, cours d’eau et zones humides … constituent ainsi des cœurs de biodiversité et/ou de véritables corridors biologiques.

### Hydrographie
La commune est traversée par environ 29,5 km de cours d'eau, comprenant principalement :
- Le Clain sur une longueur de 10,4 km,
- Le Préhobe sur une longueur de 5,6 km,
- Le Payroux sur une longueur de 5 km,
- La Clouère sur une longueur de 3,6 km,
- Le ruisseau du Petit Maltard sur une longueur de 1,4 km,
- Le ruisseau de Torigné sur une longueur de 1,4 km,
- La rigole de La Font du Puits sur une longueur de 1,2 km,
- Le ruisseau des étangs sur une longueur de 0,5 km,
- Le Préobe sur une longueur de 0,4 km.

### Climat
Pour des articles plus généraux, voir Climat de la Nouvelle-Aquitaine et Climat de la Vienne.
Historiquement, la commune est exposée à un climat océanique limousin.
En 2020, Météo-France publie une typologie des climats de la France métropolitaine dans laquelle la commune est exposée à un climat océanique altéré et est dans la région climatique Poitou-Charentes, caractérisée par un bon ensoleillement, particulièrement en été et des vents modérés.
Pour la période 1971-2000, la température annuelle moyenne est de 11,6 °C, avec une amplitude thermique annuelle de 14,7 °C. Le cumul annuel moyen de précipitations est de 885 mm, avec 11,6 jours de précipitations en janvier et 7 jours en juillet. Pour la période 1991-2020, la température moyenne annuelle observée sur la station météorologique la plus proche, située sur la commune du Vigeant à 13,5 km à vol d'oiseau, est de 12,4 °C et le cumul annuel moyen de précipitations est de 781,8 mm,. Pour l'avenir, les paramètres climatiques de la commune estimés pour 2050 selon différents scénarios d’émission de gaz à effet de serre sont consultables sur un site dédié publié par Météo-France en novembre 2022.

### Voies de communication et transports
Les gares et les haltes ferroviaires proches de Pressac sont :
- la gare de Roumazières-Loubert à 25,2 km,
- la gare d'Exideuil à 26,7 km,
- la gare de Saint-Saviol à 27,1 km,
- la halte d'Épanvilliers à 28,3 km,
- la gare de Chabanais à 29,5 km

Les aéroports et aérodromes proches de Pressac sont :
- l'Aéroport international de Limoges-Bellegarde à 55 km,
- l'Aéroport de Poitiers-Biard à 56 km.

## Urbanisme

### Typologie
Au 1er janvier 2024, Pressac est catégorisée commune rurale à habitat dispersé, selon la nouvelle grille communale de densité à sept niveaux définie par l'Insee en 2022.
Elle est située hors unité urbaine. Par ailleurs la commune fait partie de l'aire d'attraction de Confolens, dont elle est une commune de la couronne,. Cette aire, qui regroupe 14 communes, est catégorisée dans les aires de moins de 50 000 habitants,.

### Occupation des sols
L'occupation des sols de la commune, telle qu'elle ressort de la base de données européenne d’occupation biophysique des sols Corine Land Cover (CLC), est marquée par l'importance des territoires agricoles (88,4 % en 2018), une proportion sensiblement équivalente à celle de 1990 (88 %). La répartition détaillée en 2018 est la suivante : 
prairies (40,7 %), terres arables (40,3 %), forêts (10,7 %), zones agricoles hétérogènes (7,4 %), zones urbanisées (0,9 %). L'évolution de l’occupation des sols de la commune et de ses infrastructures peut être observée sur les différentes représentations cartographiques du territoire : la carte de Cassini (XVIIIe siècle), la carte d'état-major (1820-1866) et les cartes ou photos aériennes de l'IGN pour la période actuelle (1950 à aujourd'hui).

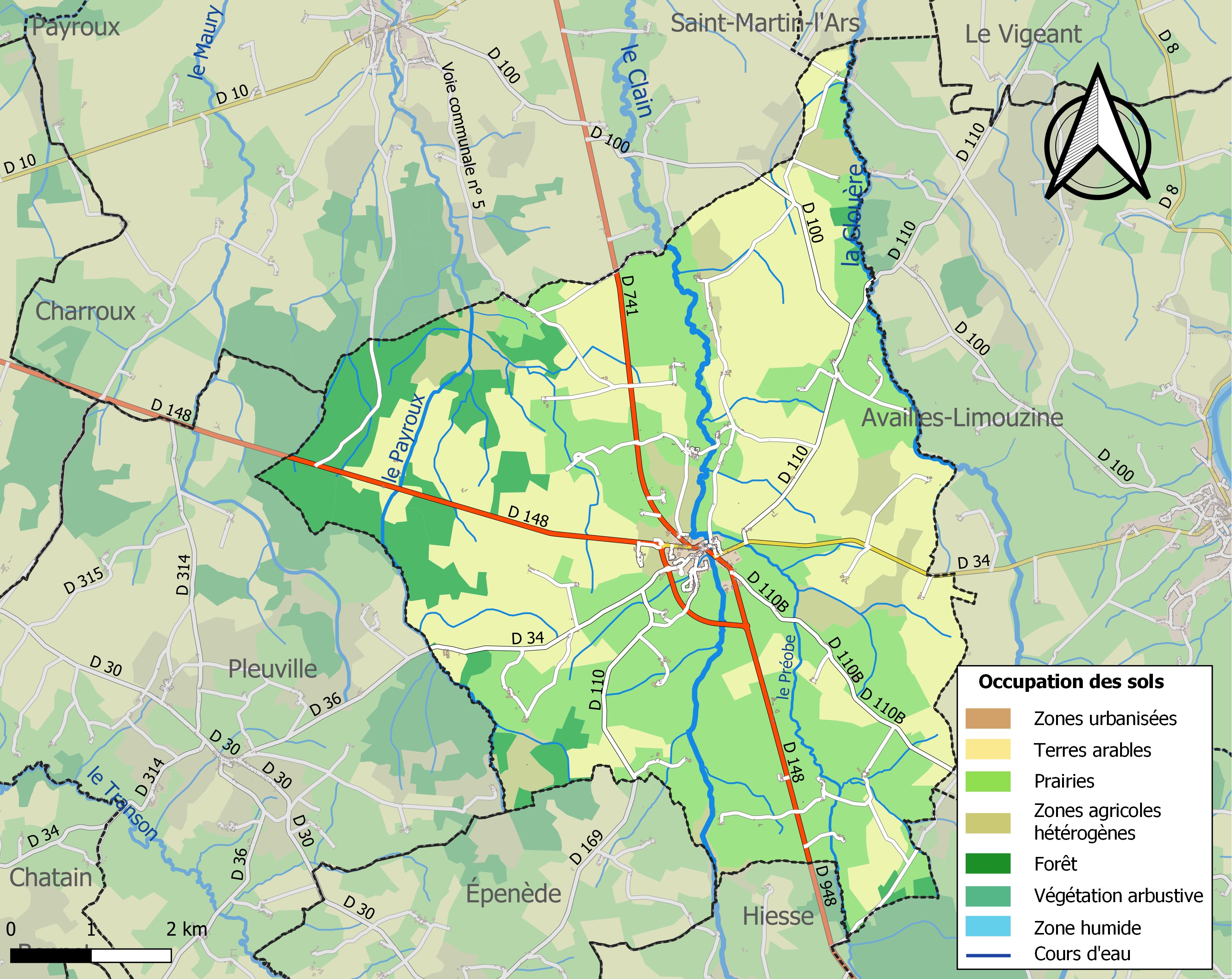
Carte des infrastructures et de l'occupation des sols de la commune en 2018 (CLC).

### Risques majeurs
Le territoire de la commune de Pressac est vulnérable à différents aléas naturels : météorologiques (tempête, orage, neige, grand froid, canicule ou sécheresse), inondations, feux de forêts, mouvements de terrains et séisme (sismicité faible). Il est également exposé à un risque technologique, le transport de matières dangereuses, et à un risque particulier : le risque de radon. Un site publié par le BRGM permet d'évaluer simplement et rapidement les risques d'un bien localisé soit par son adresse soit par le numéro de sa parcelle.

#### Risques naturels
Certaines parties du territoire communal sont susceptibles d’être affectées par le risque d’inondation par débordement de cours d'eau, notamment le Payroux, le Clain et la Clouère. La commune a été reconnue en état de catastrophe naturelle au titre des dommages causés par les inondations et coulées de boue survenues en 1982, 1983, 1993, 1995, 1999 et 2010,.
Pressac est exposée au risque de feu de forêt. En 2014, le deuxième plan départemental de protection des forêts contre les incendies (PDPFCI) a été adopté pour la période 2015-2024. Les obligations légales de débroussaillement dans le département sont définies dans un arrêté préfectoral du 29 mai 2015,, celles relatives à l'emploi du feu et au brûlage des déchets verts le sont dans un arrêté permanent du 24 mai 2015,.

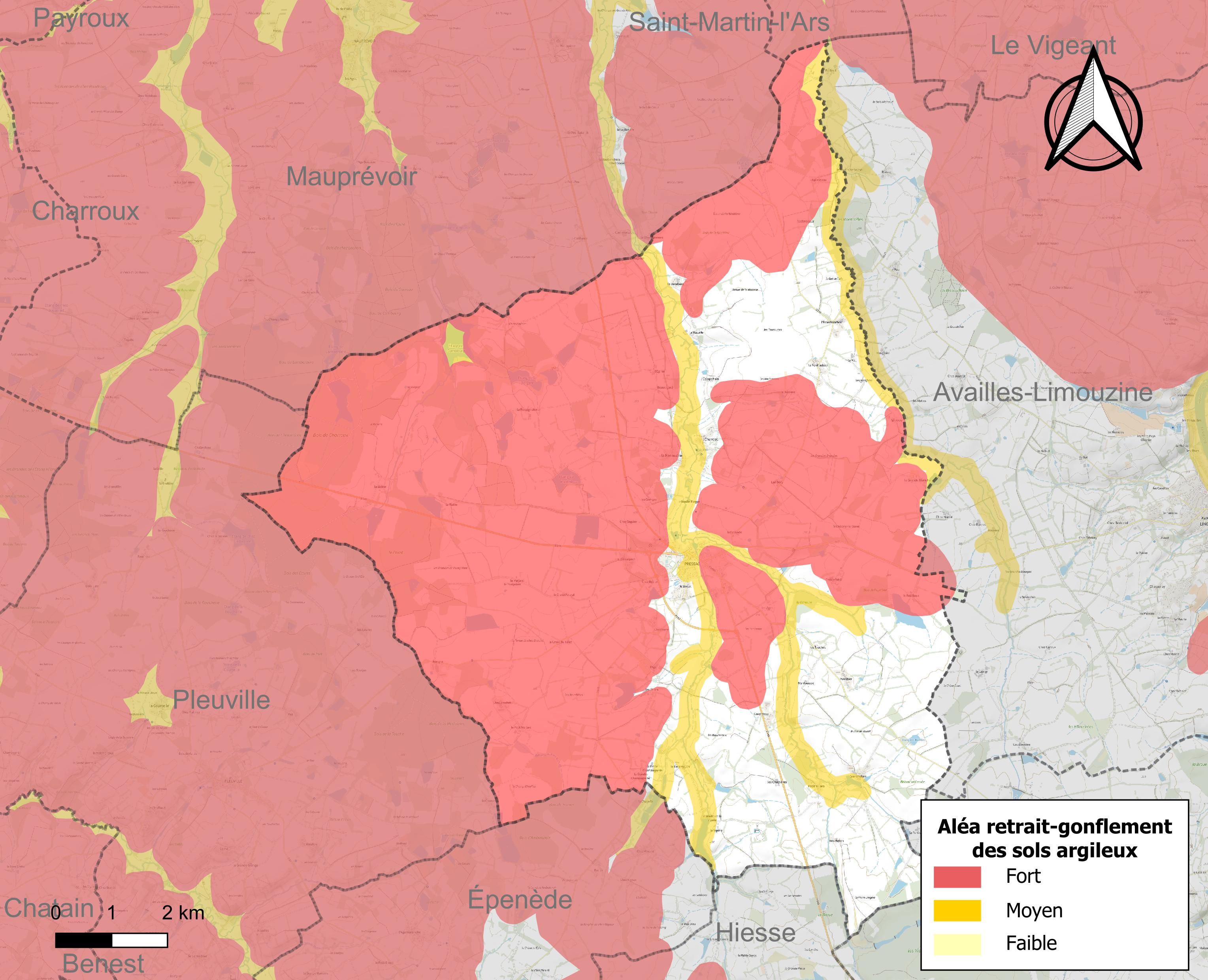
Carte des zones d'aléa retrait-gonflement des sols argileux de Pressac.

Les mouvements de terrains susceptibles de se produire sur la commune sont des tassements différentiels. Le retrait-gonflement des sols argileux est susceptible d'engendrer des dommages importants aux bâtiments en cas d’alternance de périodes de sécheresse et de pluie. 74,5 % de la superficie communale est en aléa moyen ou fort (79,5 % au niveau départemental et 48,5 % au niveau national). Depuis le 1er octobre 2020, en application de la loi ÉLAN, différentes contraintes s'imposent aux vendeurs, maîtres d'ouvrages ou constructeurs de biens situés dans une zone classée en aléa moyen ou fort,.
La commune a été reconnue en état de catastrophe naturelle au titre des dommages causés par la sécheresse en 2003, 2011 et 2017 et par des mouvements de terrain en 1999 et 2010.

#### Risque particulier
Dans plusieurs parties du territoire national, le radon, accumulé dans certains logements ou autres locaux, peut constituer une source significative d’exposition de la population aux rayonnements ionisants. Selon la classification de 2018, la commune de Pressac est classée en zone 3, à savoir zone à potentiel radon significatif.

## Toponymie
Le nom de la commune était Preissac en marchois,, dialecte du Croissant, langue de transition entre le français et l'occitan,,.

## Histoire

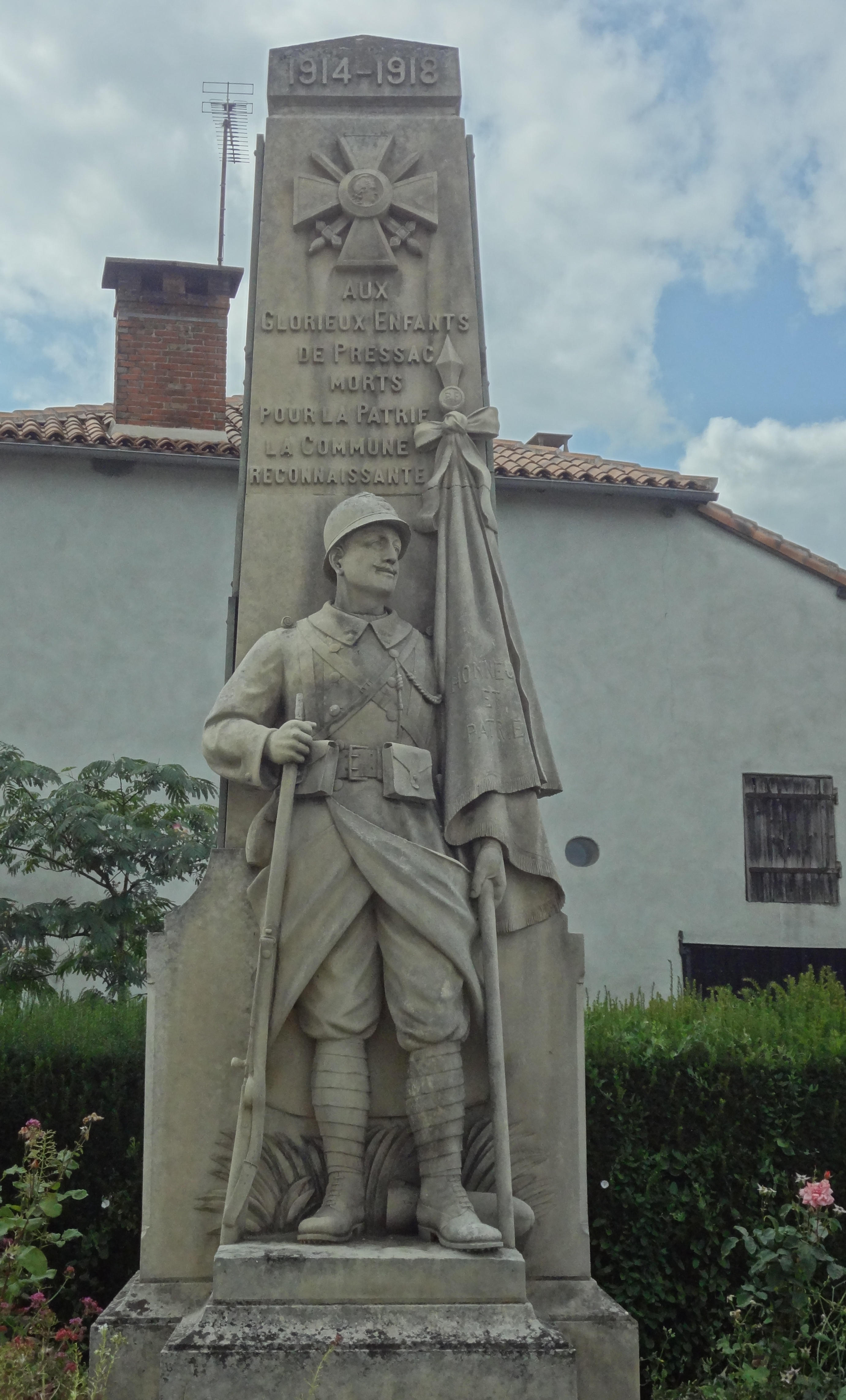
Le monument aux morts.

Pressac accueille favorablement les avancées de la Révolution française. Elle plante ainsi son arbre de la liberté, symbole de la Révolution. Il devient le lieu de ralliement de toutes les fêtes et des principaux événements révolutionnaires. Et ce symbole est attaqué lors de la réaction royaliste.

## Politique et administration

### Intercommunalité
Depuis 2015, Pressac est dans le canton de Civray (N°6) du département de la Vienne. Avant la réforme des départements, Pressac était dans le canton N°1 de Availles- Limouzine dans la 3e circonscription.

### Liste des maires
| Période                                  | Période       | Identité         | Étiquette | Qualité           |
| ---------------------------------------- | ------------- | ---------------- | --------- | ----------------- |
| Les données manquantes sont à compléter. |               |                  |           |                   |
| 1995                                     | novembre 2015 | Roland Debiais   | DVD       |                   |
| février 2016                             | En cours      | Gérard Huguenaud |           | Agent de maîtrise |

### Instances judiciaires et administratives
La commune relève du tribunal d'instance de Poitiers, du tribunal de grande instance de Poitiers, de la cour d'appel  de Poitiers, du tribunal pour enfants de Poitiers, du conseil de prud'hommes de Poitiers, du tribunal de commerce de Poitiers, du tribunal administratif de Poitiers et de la cour administrative d'appel  de  Bordeaux, du tribunal des pensions de Poitiers, du tribunal des affaires de la Sécurité sociale de la Vienne, de la cour d’assises de la Vienne.

### Services publics
Les réformes successives de La Poste ont conduit à la fermeture de nombreux bureaux de poste ou à leur transformation en simple relais. Toutefois, la commune a pu maintenir le sien.

## Population et société

### Démographie
L'évolution du nombre d'habitants est connue à travers les recensements de la population effectués dans la commune depuis 1793. Pour les communes de moins de 10 000 habitants, une enquête de recensement portant sur toute la population est réalisée tous les cinq ans, les populations de référence des années intermédiaires étant quant à elles estimées par interpolation ou extrapolation. Pour la commune, le premier recensement exhaustif entrant dans le cadre du nouveau dispositif a été réalisé en 2005.

En 2022, la commune comptait 551 habitants, en évolution de −4,01 % par rapport à 2016 (Vienne : +0,6 %, France hors Mayotte : +2,11 %).
| 1793 | 1800 | 1806 | 1821 | 1831 | 1836 | 1841  | 1846  | 1851  |
| ---- | ---- | ---- | ---- | ---- | ---- | ----- | ----- | ----- |
| 869  | 771  | 850  | 886  | 801  | 997  | 1 066 | 1 190 | 1 200 |

| 1856  | 1861  | 1866  | 1872  | 1876  | 1881  | 1886  | 1891  | 1896  |
| ----- | ----- | ----- | ----- | ----- | ----- | ----- | ----- | ----- |
| 1 145 | 1 107 | 1 120 | 1 144 | 1 161 | 1 212 | 1 219 | 1 258 | 1 203 |

| 1901  | 1906  | 1911  | 1921  | 1926  | 1931  | 1936 | 1946 | 1954 |
| ----- | ----- | ----- | ----- | ----- | ----- | ---- | ---- | ---- |
| 1 159 | 1 123 | 1 136 | 1 035 | 1 057 | 1 036 | 984  | 879  | 858  |

| 1962 | 1968 | 1975 | 1982 | 1990 | 1999 | 2005 | 2006 | 2010 |
| ---- | ---- | ---- | ---- | ---- | ---- | ---- | ---- | ---- |
| 792  | 737  | 721  | 687  | 628  | 576  | 539  | 531  | 629  |

| 2015 | 2020 | 2022 | - | - | - | - | - | - |
| ---- | ---- | ---- | - | - | - | - | - | - |
| 578  | 561  | 551  | - | - | - | - | - | - |

En 2008, selon l’Insee, la densité de population de la commune était de 11 hab./km2 contre 61 hab./km2 pour le département, 68 hab./km2 pour la région Poitou-Charentes et 115 hab./km2 pour la France.
La diminution de 8 % de la population de la commune de 1999 à 2006 s’intègre dans une évolution générale à l’ensemble des communes rurales du département de la Vienne. Les zones rurales perdent de leurs habitants au profit d’une vaste région circonscrite autour des deux grandes métropoles du département : Poitiers et Châtellerault, et plus particulièrement au profit des cantons limitrophes de la préfecture.
Les dernières statistiques démographiques pour la commune ont été fixées en 2009 et publiées en 2012. Il ressort que la mairie administre une population totale de 611 personnes.
À cela il faut soustraire les résidences secondaires (6 personnes) pour constater que la population permanente sur le territoire de la commune est de 605 habitants.
Répartition par sexe de la population, selon l'Insee :
- en 1999 : 53 % d'hommes et 47 % de femmes.
- en 2005 : 51,2 % d'hommes et 48,8 % de femmes.
- en 2010 : 52,4 % d'hommes pour 47,6 % de femmes.

En 2005, selon l'Insee:
- Le nombre de célibataires était de 30,9 % dans la population.
- Les couples mariés représentaient 55 % de la population,
- Les divorcés étaient 4,4 %,
- Le nombre de veuves et veufs était de 9,7 %.

### Enseignement
La commune de Pressac dépend de l'Académie de Poitiers (Rectorat de Poitiers) et son école primaire publique (une école maternelle et élémentaire) qui peut accueillir une trentaine d'élèves, dépend de l'Inspection académique de la Vienne.

## Économie

### Agriculture
Selon la Direction régionale de l'Alimentation, de l'Agriculture et de la Forêt de Poitou-Charentes, il n'y a plus que 32 exploitations agricoles en 2010 contre 41 en 2000.
Les surfaces agricoles utilisées ont toutefois augmenté de 9 % et sont passées de 3 965 hectares en 2000 à 4 341 hectares en 2010 dont 485 hectares  sont irrigables. Ces chiffres indiquent une concentration des terres sur un nombre plus faible d’exploitations. Cette tendance est conforme à l’évolution  constatée sur tout le département de la Vienne puisque de 2000 à 2007, chaque exploitation a gagné en moyenne 20 hectares.
32 % des surfaces agricoles sont destinées à la culture des céréales (blé tendre essentiellement mais aussi orges et maïs), 11 % pour les oléagineux (1/5e en colza et 4/5e en tournesol), 1 % pour les protéagineux, 41 % pour le fourrage et 12 % reste en herbes. En 2000,un hectares (0 en 2010) était consacré à la vigne.
11 exploitations en 2010 (contre 12 en 2000) abritent un élevage de bovins (2 314 têtes en 2010 contre 1 682 têtes en 2000). C’est un des troupeaux de bovins les plus importants de la Vienne qui rassemblent 48 000 têtes en 2011.
24 exploitations en 2010 (contre 33 en 2000) abritent un élevage important d'ovins (14 860 têtes en 2010 contre 13 591 têtes en 2000). C'est l'un des troupeaux le plus important du département de la Vienne qui compte en 2011, 214 300 moutons.
L'élevage de volailles s'est un peu développé au cours de cette décennie.
La transformation de la production agricole est de qualité et permet aux exploitants d’avoir droit, sous conditions, aux appellations et labels suivants :
- Beurre de Charentes-Poitou (AOC)
- Beurre des Charentes (AOC)
- Beurre des Deux-Sèvres (AOC)
- Veau du Limousin (IGP)
- Agneau du Poitou-Charentes (IGP)
- Porc du Limousin (IGP)
- Jambon de Bayonne (IGP)

### Commerce
En 2012, deux commerces sont encore présents sur le territoire de la commune : 
- une boulangerie,
- une épicerie.

### Activité et emploi
Le taux d'activité était de 67,9 % en 2005 et 69,9 % en 1999.
Le taux de chômage en 2005 était de 8,7 % et, en 1999, il était de 10 %.
Les retraités et les pré-retraités représentaient 35,8 % de la population en 2005 et 28 % en 1999.

## Culture locale et patrimoine

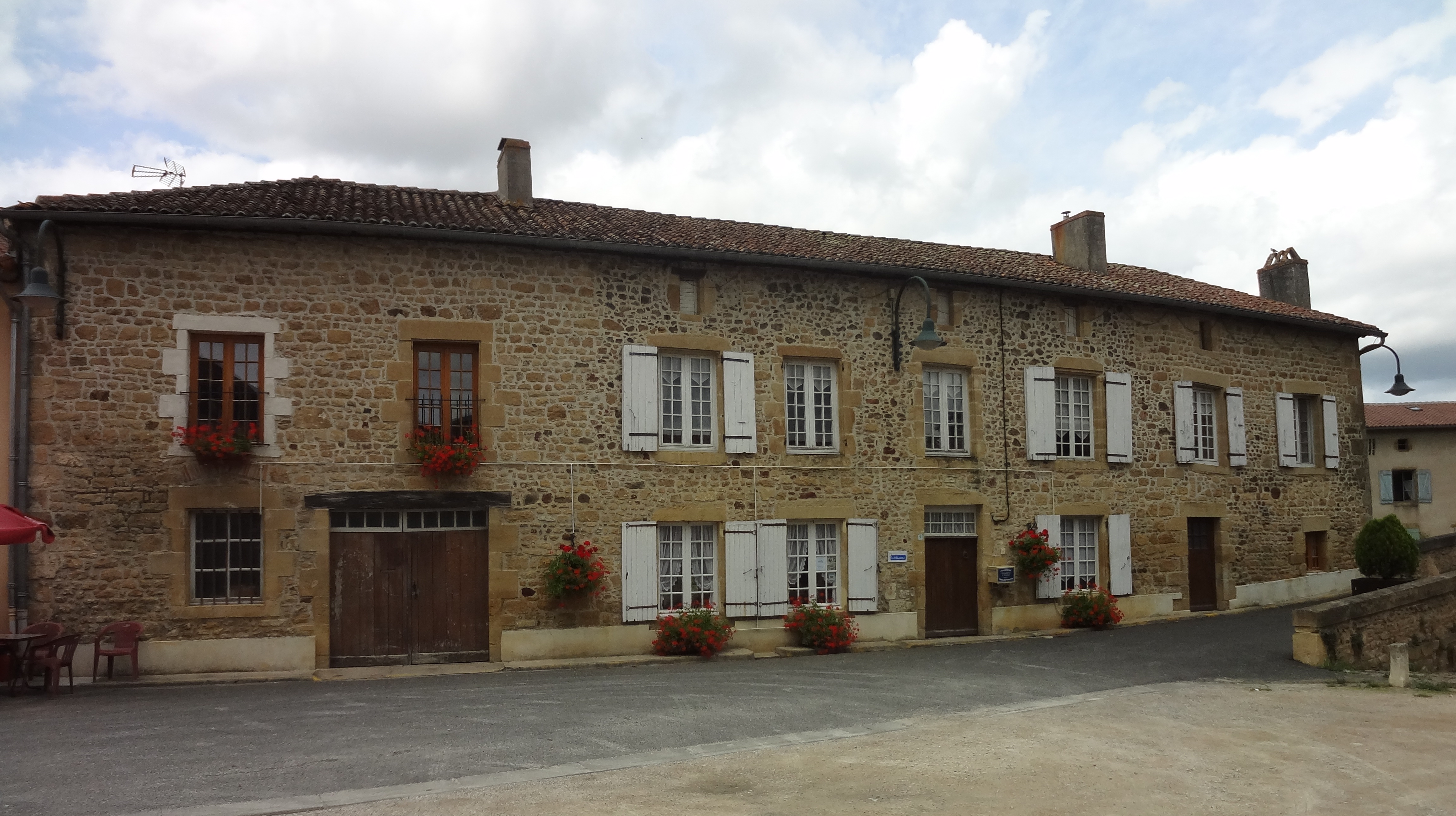
L'ancienne gendarmerie au débouché du pont.

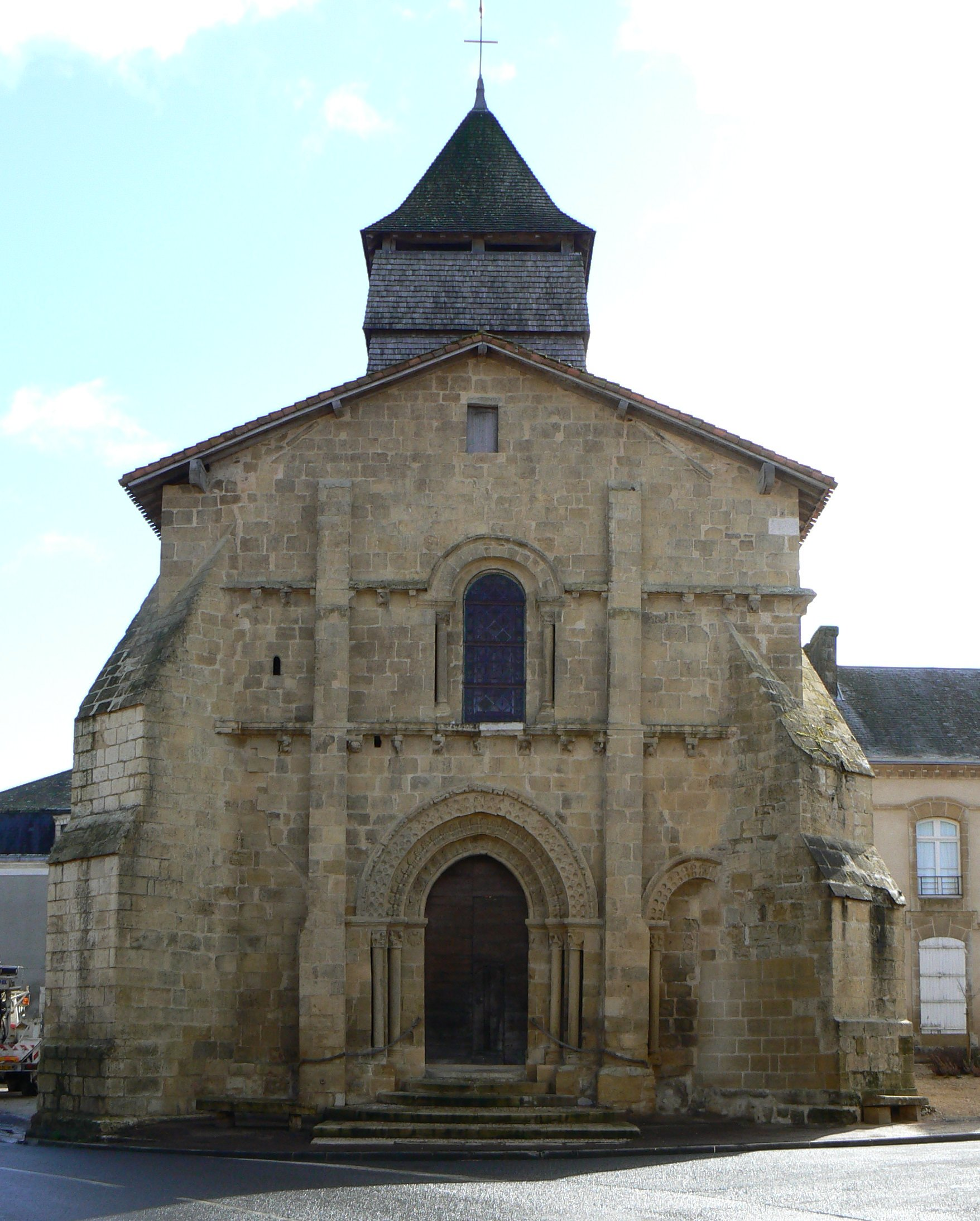
L'église Saint-Just.

### Lieux et monuments

#### Patrimoine civil
- Des deux arbres de la liberté plantés en mars 1948, pour célébrer le centenaire de la Révolution française de 1848 et la proclamation de la Deuxième République, seul le tilleul planté dans la cour de l’école des filles a survécu. Celui de la place du champ de foire est mort rapidement[42].
- Les anciennes maisons du centre du village.
- Le pont qui enjambe le Clain.

#### Patrimoine religieux
- L'église Saint-Just de Pressac,  Classé MH (1987)[43],[44] devenue célèbre à la suite du « miracle eucharistique » survenu lors d'un incendie le 2 avril (Jeudi saint) 1643[45].

### Patrimoine naturel
Deux zones ZNIEFF (Zone naturelle d'intérêt écologique, faunistique et floristique) de type I se trouvent sur le territoire de la commune :
- L’étang de Combourg, 32 hectares[46],[47].

- L’étang de la Bergère, 18 hectares[48],[49].

Ces deux étangs sont inclus dans le site Natura 2000 de la Région de Pressac, étang de Combourg, 3 359 hectares en partie aussi sur les communes de Mauprévoir et Pleuville,.
Classement en ZPS (Zone de protection spéciale) (arrêté du  6 juillet 2004).
C'est une zone humide composée d'une quarantaine d'étangs, d'un grand bois, de quelques petites zones de landes et d'un bocage humide. Elle sert d'alimentation et de repos pour de nombreux oiseaux hivernants et migrateurs. Elle abrite la plus importante colonie d'Hérons cendrés et la deuxième colonie d'Héron pourprés de la Vienne.
Quelques oiseaux observés :
Bouscarle de Cetti, Bruant des roseaux, Busard des roseaux, Canard chipeau, Grèbe castagneux, Grèbe huppé, Huppe fasciée, Martin-pêcheur, Milan noir, Râle d'eau, Sarcelle d'été, Sarcelle d'hiver, Alouette lulu, Rousserolle effarvatte...

### Articles de Wikipédia
- Communauté de communes du Montmorillonnais
- Liste des communes de la Vienne
- Croissant (Occitanie)
- Liste de ponts de la Vienne